# Luciano Saracino
Luciano Saracino (Buenos Aires, 1978) es un escritor argentino.
Obtuvo el primer premio del VI Certamen Internacional de Álbum Infantil Ilustrado Ciudad de Alicante con su obra Cuento hasta tres. Además sus libros se tradujeron en varios idiomas incluidos el coreano, serbio y ruso.

## Trayectoria
Luciano Saracino nació en Buenos Aires y se dedicó a escribir libros, tiene escritos más de ochenta. Se realizaron traducciones a varios idiomas de sus obras. Y por ellas obtuvo varios premios en Argentina, España y Uruguay.
Además escribió los guiones para las historietas Historias del olvido publicada en España por la editorial Dolmen en 2007. Para la misma editorial publicó Corina y el pistolero en 2009. Ese mismo año escribió Había una vez un Dragón para la editorial Cántaro en Argentina.
Escribió el guion para televisión la serie Germán, últimas viñetas basada en la vida de Oesterheld. Y para el cine junto a Ricardo Romero escribió Necronomicón
Sus obras han sido publicadas en idiomas tan diversos como el español, italiano, francés, portugués, catalán, inglés, coreano, serbio, alemán, griego y ruso. En el año 2003 fue finalista junto a Javier de Isusi del Concurso Europeo de Álbum de Cómic de la Editorial Glènat (Francia) y en el 2006 obtuvo —junto a la ilustradora Leticia Ruifernández— el primer premio en el VI Certamen Internacional de Álbum Infantil Ilustrado “Ciudad de Alicante” por el libro "Cuento Hasta Tres" (Anaya, España, 2006). Escribió novelas, guiones para series de TV, libros para chicos, ensayos y letras de canciones. En el mundo de la historieta ha escrito los guiones de "Historias del Olvido" (Dolmen, España, 2007) donde comparte autoría con Javier de Isusi, King Cop (Wetta Worldwide, Francia, 2007 —reeditado por Deux, Argentina, en 2008—), "Filgrid: Había una Vez un Dragón" (Cántaro, Argentina, 2009), "Corina y el Pistolero" (Dolmen, España, 2009), "El Feo" (aparecido en capítulos dentro de la revista Fierro, Argentina, 2009/2010) y el libro de historietas "Hay que Salvar a Tomate" (Pictus, Argentina, 2010). Asimismo, participó en revistas de antologías como El Balanzin (España, 2005), Oliverio (Argentina, 2005), Deux, la historieta mundial (Argentina, 2009/2010), Fierro (Argentina, 2009/2010) y Dos Veces Breve (España, 2010). Es miembro de la agrupación Banda Dibujada, con la que participa en diversas actividades de difusión de la historieta para chicos. Planchas ilustradas de sus cómics fueron expuestas en salas de Bilbao, Madrid, Portugalete, Getxo y Moscú. En el 2010, el guion cinematográfico October y la Veleta Oxidada (escrito junto a Federico Radero) fue galardonado en la Convocatoria de Cortos Digitales del INCAA. ha sido invitado a disertar en foros y congresos locales como así también en el Salón del Libro Infantil de Alicante (España, 2006), la FILVEN (Venezuela, 2007), el Festival América Do Sul (Corumbá, Brasil, 2008) y la Feria Internacional del Libro de Santiago (Chile, 2009).